# Виноградський (кратер)
Виноградський (англ. Vinogradsky) — метеоритний кратер у квадранглі Eridania на Марсі, розташований на широті 56,5° південної широти й 143.8° східної довготи. Діаметр ≈ 64 км. Його було названо 1973 року на честь С.М. Виноградського. 

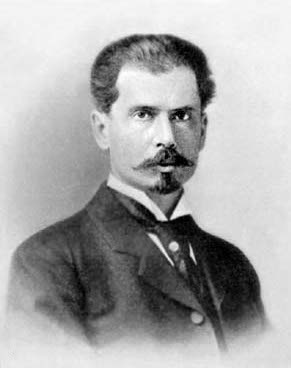
Сергій Виноградський, мікробіолог, еколог і ґрунтознавець, іноземний член Лондонського королівського товариства.
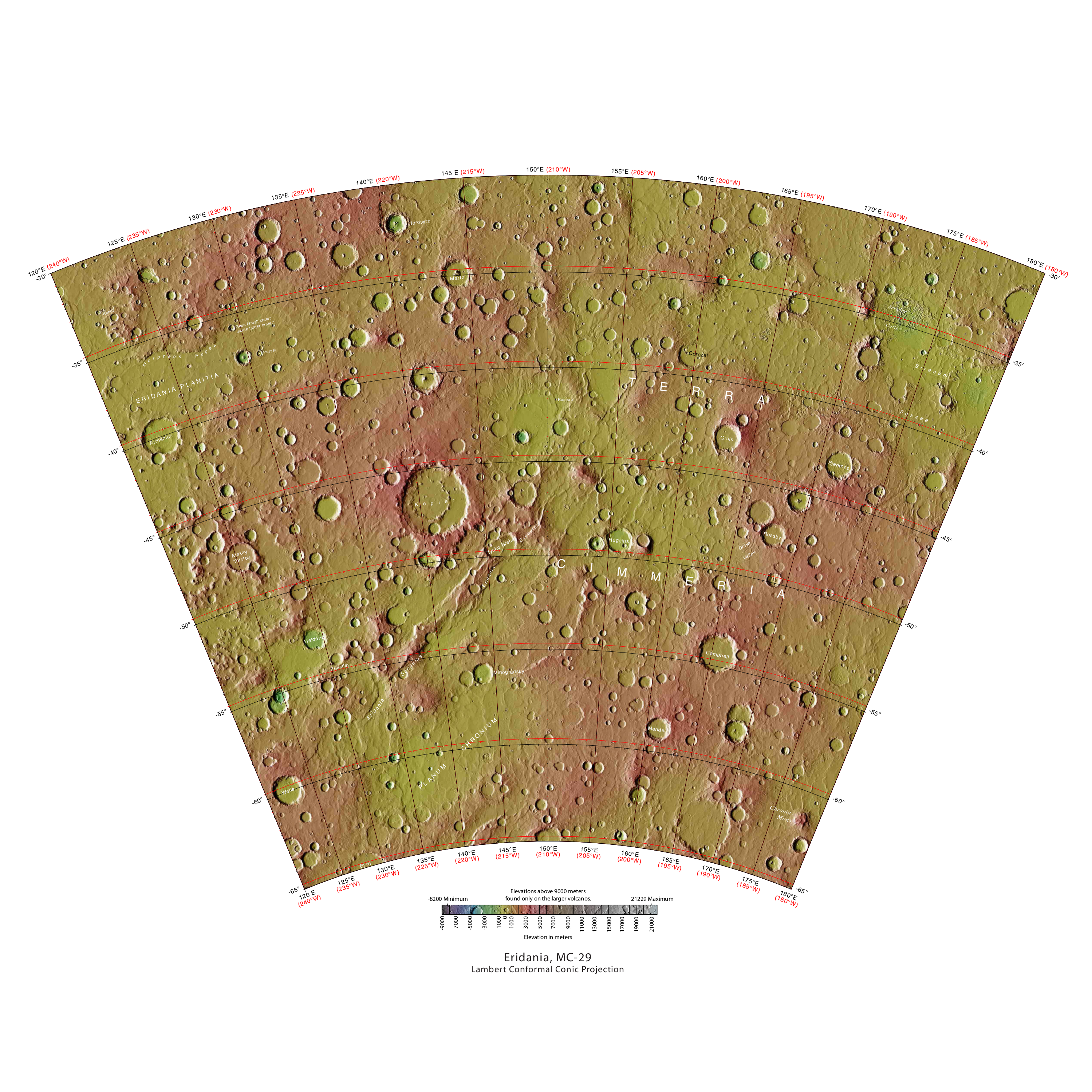
Квадрангл Eridania.
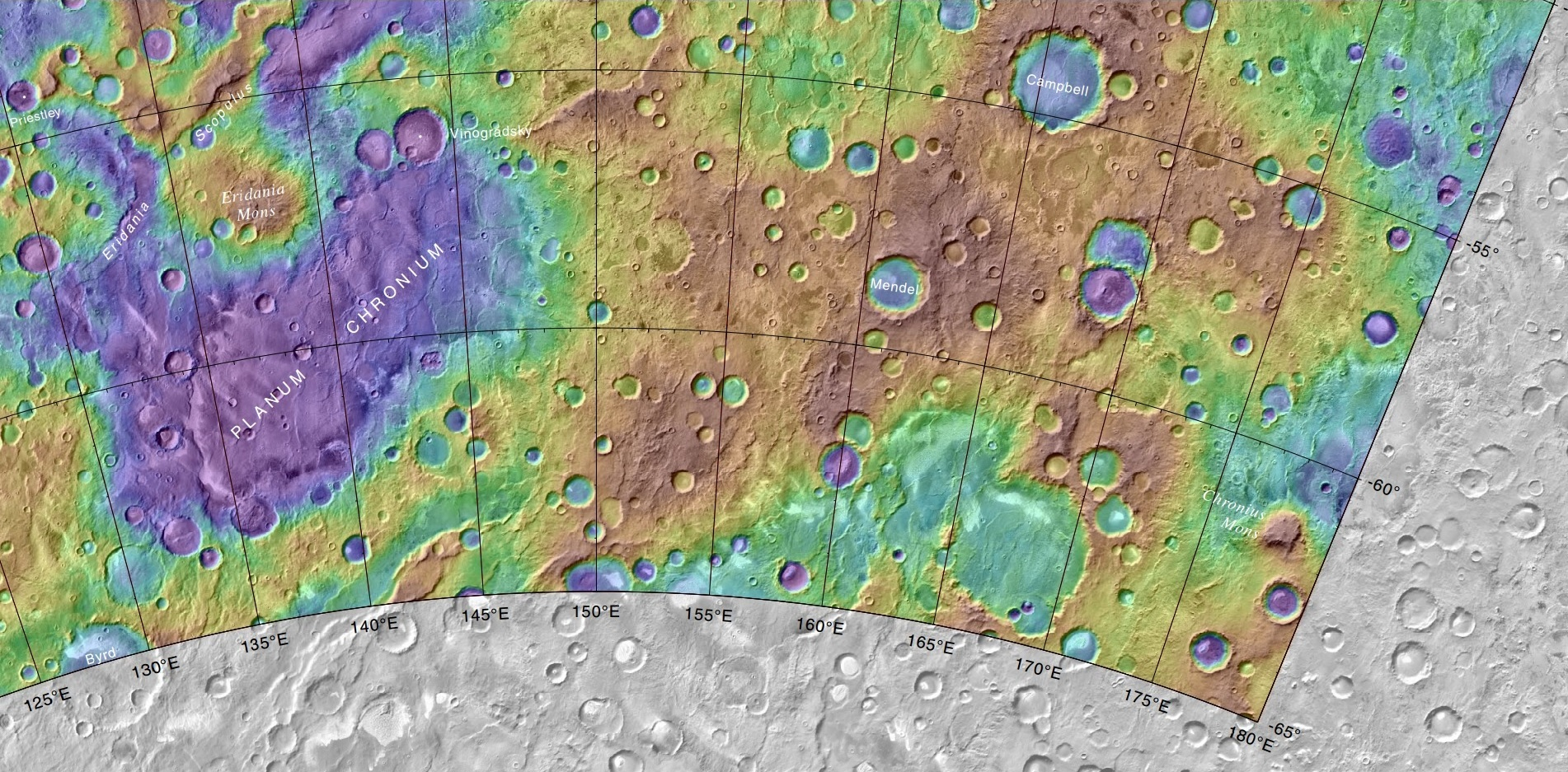
Відношення кратера Виноградського щодо інших кратерів.